# Leila Shenna
Leila Shenna (tiếng Ả Rập: ليلى شنّا; sinh ra ở Ma-rốc) là một cựu nữ diễn viên Maroc, người nổi bật trên phim chủ yếu vào những năm 1970.
Cô thường được nhớ đến nhiều nhất ở các quốc gia nói tiếng Anh với vai diễn Bond girl trong bộ phim Moonraker năm 1979 với vai nữ tiếp viên hàng không độc ác. Tuy nhiên, cô cũng đóng vai chính trong bộ phim 1968 Remparts d'argile (ban đầu phát hành tại Ý, sau đó phát hành tại Hoa Kỳ vào năm 1970 dưới sự Ramparts danh hiệu Clay) của đạo diễn Jean-Louis Bertucelli, năm 1975 Palme D'or người chiến thắng Chronique des années de braise của đạo diễn Mohammed Lakhdar-Hamina, cũng như bộ phim năm 1982 của Algeria, Vent de sable, cũng do Lakhdar-Hamina đạo diễn. Hai bộ phim đầu tiên được đặt ở Algeria, thứ ba đơn giản là trên sa mạc. Cô cũng có một vai nhỏ trong bộ phim March or Die năm 1977.
Cô là anh em họ của Malika Oufkir, nhà văn của Stolen Lives: Twenty Years In A Desert Jail, một tài khoản về vụ ám sát thất bại năm 1972 đối với Quốc vương Morocco của cha cô (và chú của Leila), Tướng Mohamed Oufkir.

## Đóng phim
- Thắng để sống (1968)
- Đường dốc của đất sét (1970)   - Rima
- Sức mạnh tình dục (1970)   - La sirène
- Décembre (1973)
- Biên niên sử của những năm lửa (1975)   - La nữ
- El chergui (1975)
- Château Espérance (1976, Phim truyền hình)   - Leila
- March or Die (1977)   - Cô gái đường phố Ả Rập
- Désiré Lafarge (1977, Phim truyền hình)
- Moonraker (1979)   - Tiếp viên riêng
- Sandstorm (1982)   - (vai diễn cuối cùng của bộ phim)